# Synthecium flabellum
Synthecium flabellum är en nässeldjursart som beskrevs av Edward Hargitt 1924. Synthecium flabellum ingår i släktet Synthecium och familjen Syntheciidae. Inga underarter finns listade i Catalogue of Life.